# Орлин, Василий Иванович
Василий Иванович Орлин (Громов; 1894, село Насилово, Пронский уезд, Рязанская губерния — 4 апреля 1978) — священник села Захупты (Рязанского уезда) до декабря 1929 года и села Власово (Московская область, Шатурский район) до 1975 года. Православный местночтимый святой. Подвергался репрессиям, новомученик Русской Православной Церкви. День памяти — 4 апреля.

## Биография
Представитель рода Орлиных. Василий Иванович родился в 1894 в селе Насилово (Пронский уезд, Рязанская губерния). До декабря 1929 года служил священником села Захупты Рязанского уезда. После революции Василий Иванович участвовал в публичных диспутах с атеистами и убедительно побеждал их. Это послужило поводом для ареста большевиками 25 декабря 1929 года.

### Арест и спасение
Василий Иванович был осужден особым Совещанием при Коллегии ОГПУ СССР (29 января 1930) и приговорён к 3 годам концлагерей (пересыльный лагерь Котлас, 1930), однако ушёл из лагеря-пересылки с товарищем по болоту. По его словам, помог ему святой преподобный Сергий Радонежский. После чего поменял фамилию на Громов. Под этим именем после войны служил священником в различных приходах.

### Жизнь после войны

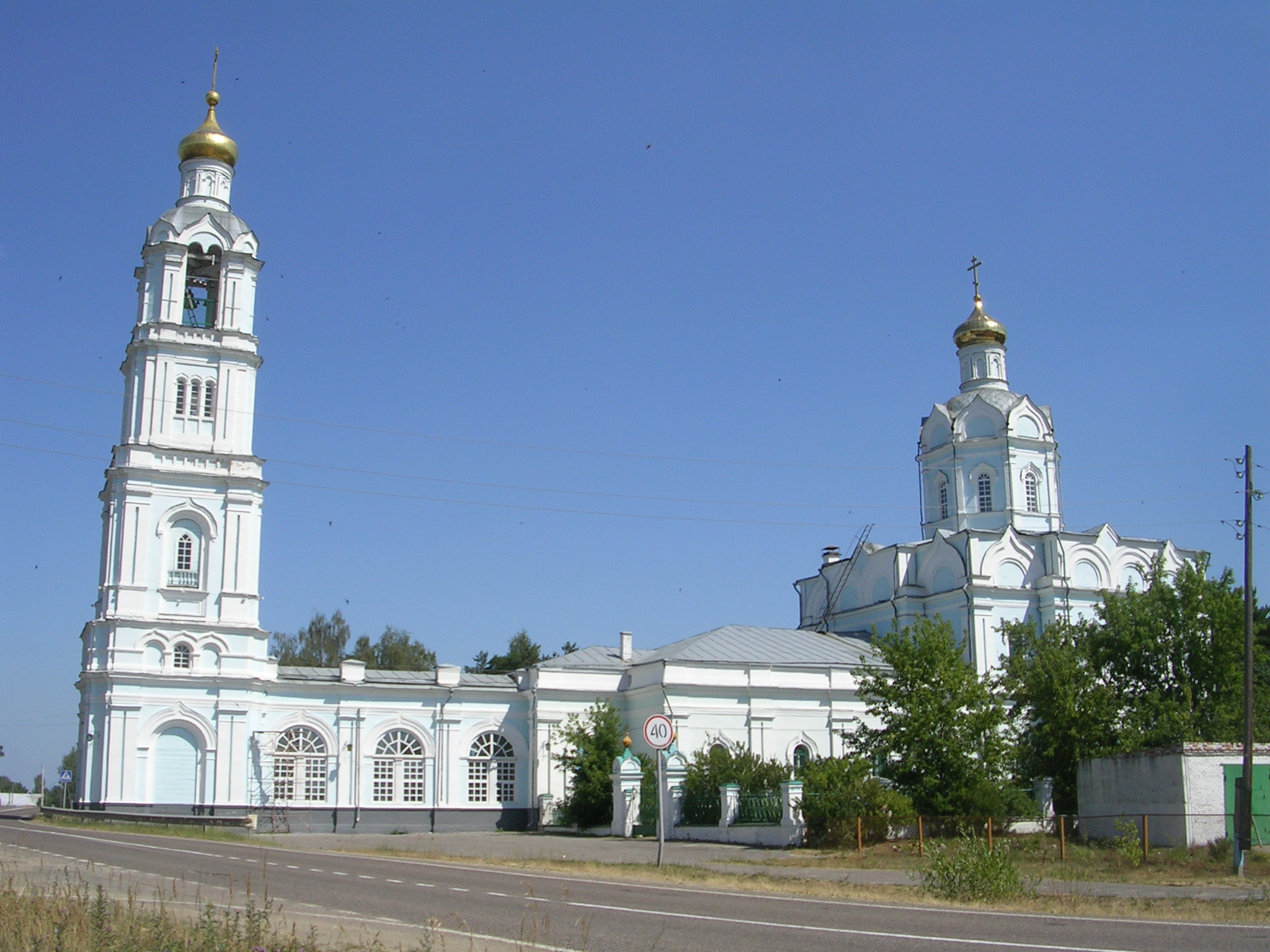
Церковь Покрова Пресвятой Богородицы во Власово, где служил о. Василий

Скрывшись под чужим именем, священник не оставил служения и в итоге нашёл приют в деревне Власово (Московская область, Шатурский район), где служил с 1940-го по 1975 год. Умер 4 апреля 1978 года.

## Реабилитация
Посмертно был реабилитирован по Указу Президиума ВС СССР (от 16.01.1989 по году репрессий 1930).